# Molí de Portlligat
Molí de Portlligat és un molí de vent del municipi de Cadaqués (Alt Empordà) inclòs en l'Inventari del Patrimoni Arquitectònic de Catalunya. Conegut com "Es Molí d´En Gay"

## Descripció
Situat al cim del promontori del Molí, que limita Portlligat per la part sud, vora el camí de Sant Baldiri. Està inclòs dins la finca dita avui "Son Herrera", a pocs metres del terreny pertanyent a la casa de Salvador Dalí.
Torre de forma troncocònica bastida amb rebles grans de pissarra lligats amb morter, amb maons utilitzats per regularitzar les juntures. La coberta és cupular i l'extrem superior de la torre està refet. La porta d'accés està orientada al sud i presenta una llinda de rebles disposats verticalment. A la part superior, la torre compta amb finestres rectangulars, amb la llinda i l'ampit de lloses de pissarra. A la part inferior, hi ha una altra finestra a manera d'espitllera. A la banda est, s'observa el punt on hi havia les aspes del molí. A l'exterior, recolzada al mur del molí, hi ha una gran mola tallada en pedra de conglomerat. Al costat de la porta ha estat col·locada una rajola amb el nom "Es Molí d'En Gay".

## Història
Aquest molí de vent es troba en una situació molt dominant. S'observa una gran extensió de mar, fet que podia significar que fos un punt de guaita. En primer terme domina la badia de Portlligat, la qual dona nom a un sector de costa alterosa, situat al peu del seu turó dit a "la Xosta del Molí", a tocar la qual és visible l'arrecerada calanca des Calders i tota l'illa de Portlligat que tanca la badia.
Al "Diario de los vajes hechos en Cataluña" de Francisco de Zamora, en relatar la visita a Cadaqués escriu:"vi un molino de viento". Any 1790.
El molí va ser restaurat entre els anys '70 i '80 del segle xx.